# 希倫貝克河

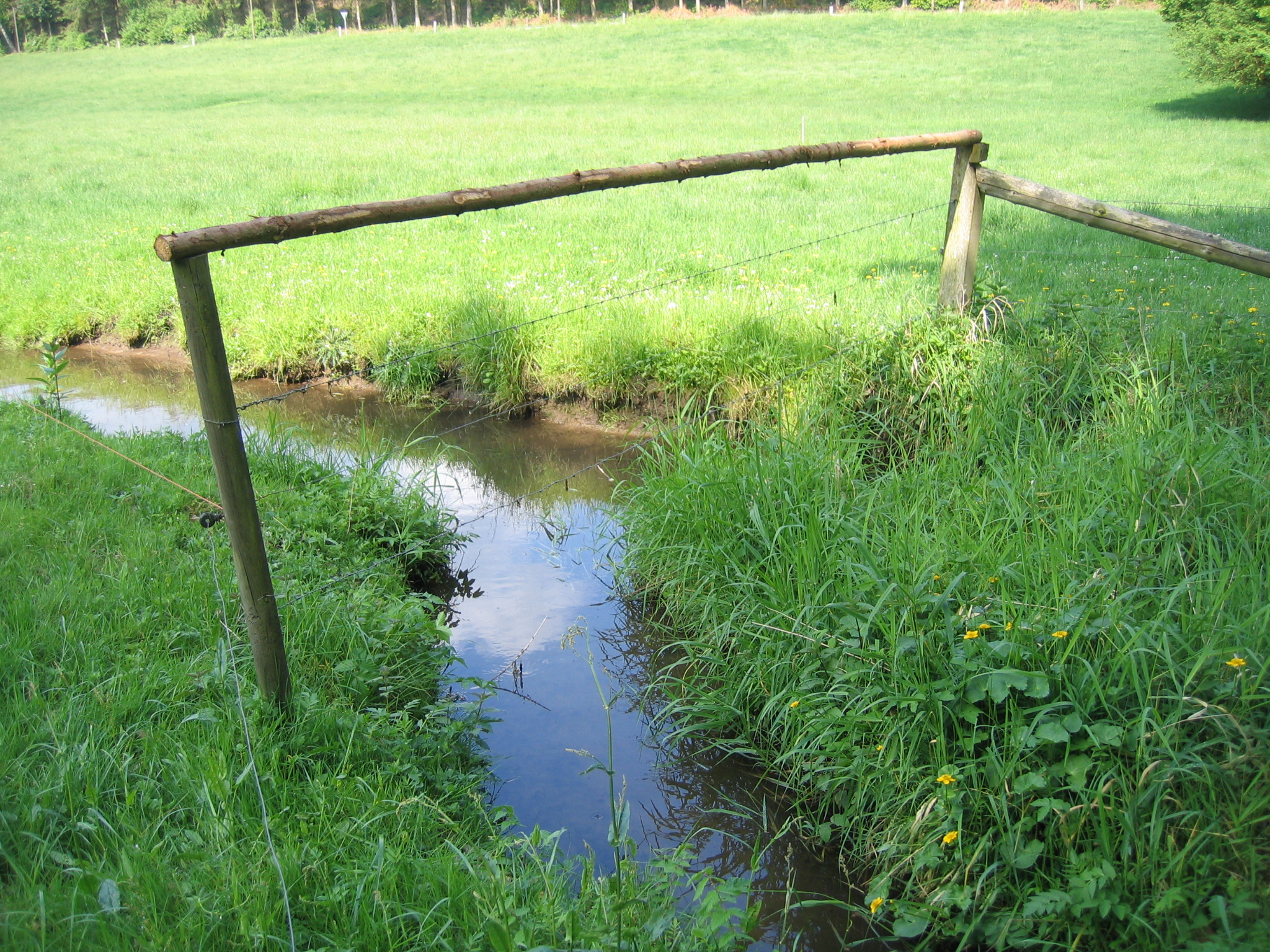

52°15′44″N 8°31′21″E / 52.26222°N 8.52250°E
希倫貝克河（德語：Schierenbeke），是德國的河流，位於該國西部，處於北萊茵-威斯特法倫州，屬於大奧厄河的左支流，河道全長2.4公里，河畔城鎮有勒丁豪森。